# Otakar Ševčík
Otokar Ševčík, född den 22 mars 1852 in Horažďovice, Böhmen, Kejsardömet Österrike (nuvarande Tjeckien), död den 18 januari 1934 i Písek, Tjeckoslovakien, var en böhmisk violinlärare. 
Ševčík studerade vid konservatoriet i Prag, var 1870-73 konsertmästare vid Mozarteum i Salzburg, 1875-92 violinprofessor i Kiev och därefter professor vid konservatoriet i Prag till 1909, då han blev föreståndare för violinmästarskolan vid Wiens musikakademi. Den tjänsten var han tvungen att lämna efter krigsslutet 1918. I Prag handledde han årligen ett 100-tal elever från skilda länder och blev världsbekant som violinpedagog. Sin "halvtonmetod" och sitt särskilda sätt att hålla stråken har han utvecklat i de instruktiva verken Schule der Violintechnik, Schule der Bogentechnik, Vorschule der Violintechnik med flera. Bland de virtuoser, som han utbildat, kan nämnas Jan Kubelík samt bröderna Emanuel och Stanislav Ondříček. Ševčík var hedersborgare i Prag.